# Leonardo Scarselli
Leonardo Scarselli (Florencia, 29 de abril de 1975) es un ciclista italiano que fue profesional desde el año 2000 a 2010. 

## Biografía
Debutó como profesional en 2000 con el equipo colombiano Selle Italia. En 2002 ganó dos etapas del Tour de Senegal y al año siguiente consiguió imponerse en la general final. Sus dos últimas temporadas (2009 y 2010) las corrió en el  equipo ISD-Neri.
Decidió poner fin a su carrera deportiva al fin de la temporada de 2010, y se convirtió en director deportivo del equipo Farnese Vini-Neri Sottoli en 2011.

## Palmarés
2002
- 2 etapas del Tour de Senegal

2003
- Tour de Senegal

## Resultados en Grandes Vueltas
| Carrera | Carrera         | 2000  | 2001  | 2002 | 2003 | 2004 | 2005  | 2006  | 2007  | 2008 | 2009  | 2010 |
| ------- | --------------- | ----- | ----- | ---- | ---- | ---- | ----- | ----- | ----- | ---- | ----- | ---- |
|         | Giro de Italia  | 107.º | 120.º | —    | —    | Ab.  | 116.º | 120.º | 101.º | —    | 157.º | —    |
|         | Tour de Francia | —     | —     | —    | —    | —    | —     | —     | —     | —    | —     | —    |
|         | Vuelta a España | —     | —     | —    | —    | —    | —     | —     | —     | —    | —     | —    |

—: no participa
Ab.: abandono